# Alberto Cavaglion
Alberto Cavaglion (Cuneo, 24 aprile 1956) è uno storico, saggista e biografo italiano.

## Biografia
Laureatosi in lettere e filosofia all'Università di Torino nel 1982, fu dal 1982 al 1984 borsista dell'Istituto italiano per gli studi storici e della Fondazione Luigi Einaudi di Torino. Studioso dell'ebraismo, insegna all'Università di Firenze. È membro del comitato di redazione de "L'indice dei libri del mese" e dal 2012 del comitato scientifico dell'Istituto Nazionale per la Storia del Movimento di Liberazione in Italia. Ha curato edizioni commentate delle lettere di Felice Momigliano a Giuseppe Prezzolini (Torino, Fondazione Luigi Einaudi, 1984) e a Benedetto Croce ("Nuova Antologia", n. 2156, ottobre-dicembre 1985, pp. 209–226) e di Se questo è un uomo di Primo Levi (Torino: Einaudi, 2000; n. ed. 2012); l'edizione italiana del Dizionario dell'olocausto (Torino, Einaudi, 2004), gli Scritti novecenteschi di Piero Treves (con Sandro Gerbi, Bologna, Il mulino, 2006), e gli Scritti civili di Massimo Mila (Milano, Il saggiatore, 2011).

## Opere principali

### Saggi e biografie
- Felice Momigliano (1866-1924): una biografia, Bologna, Il mulino - Napoli, Istituto italiano per gli studi storici, 1988
- Per via invisibile, Bologna, Il mulino, 1998
- Italo Svevo, Milano, Bruno Mondadori, 2000
- La filosofia del pressappoco: Weininger, sesso, carattere e la cultura del Novecento, Napoli, L'ancora del Mediterraneo, 2001
- Ebrei senza saperlo, Napoli, L'ancora del Mediterraneo, 2002
- La Resistenza spiegata a mia figlia, Napoli, L'ancora del Mediterraneo, 2005 (nuova edizione Feltrinelli, 2015)
- Il senso dell'arca, Napoli, L'ancora del Mediterraneo, 2006
- Dal buio del sottosuolo - Poesia e Lager, Milano, Franco Angeli editore, 2007 (ristampa 2018), ISBN 978-88-4648-177-1.
- Gli ebrei nell'Italia unita, Milano, Unicopli, 2012
- Alberto Cavaglion con Marta Baiardi, Dopo i Testimoni - Memorie. Storiografie e narrazioni della deportazione razziale, Roma, Viella, 2014, ISBN 978-88-6728-159-6.
- Nati con la libertà: dizionario portatile dell'ebraismo contemporaneo, Napoli, L'ancora del Mediterraneo, 2012
- Verso la Terra Promessa: scrittori italiani a Gerusalemme da Matilde Serao a Pier Paolo Pasolini, Roma, Carocci, 2016
- Guida a Se questo è un uomo, Roma, Carocci, 2020
- Decontaminare le memorie. Luoghi, libri, sogni, add editore, Torino 2021

### Curatele
- Isaac Bashevis Singer, Racconti, Milano, Meridiani Mondadori, 1998
- a cura di Alberto Cavaglion, Walter Laqueur e Judith Tydor Baumel-Schwartz, Dizionario dell'Olocausto, Torino, Einaudi, 2007, ISBN 978-88-0618-729-3.
- Enrico Castelnuovo, I Moncalvo, a cura di Gabriella Romani, con testi di Alberto Cavaglion, Novara, Interlinea edizioni, 2019.